# 張微 (西晉)
張微（？—302年），一作張徵，字建興，益州犍為武陽人。蜀國名將張翼之子。

## 生平
篤志好學，官至西晉廣漢太守，年少時曾與費緝、壽良齊名。
永寧元年（公元301年），李特秘密聚集了七千多兵卒，夜襲趙廞部將費遠等人所率的軍隊，進攻成都。費遠、李苾及時任軍隊祭酒的張微趁夜而逃，文武官員全部跑散。趙廞獨自一人與妻子乘小船逃走，到廣都時，被隨從殺死。李特入成都，縱兵搶掠，並派使者到洛陽陳述趙廞的罪狀。
永寧二年（公元302年），平西將軍、河間王司馬顒派衙博徵討李特，拜張微為廣漢太守，駐守德陽，羅尚遣督護張龜駐守繁城。李特與其子李盪分別攻擊衙博及張龜，大敗之。李特進攻張微，但張微居高據險防守，並趁李特營壘空虛時派兵進攻李特。當時李特處於劣勢，李蕩援軍趕到並擊潰張微，才令李特脫險；李特想返回涪陵，李盪和司馬王幸勸諫說：“張微軍已敗，智勇都枯竭，應乘勝追擊藉此士氣擒獲他。”於是李特再次進攻並斬殺張微、生擒張微的兒子張存，把張微的屍體還給張存。